# Melakasari
Melakasari is een bestuurslaag in het regentschap Cirebon van de provincie West-Java, Indonesië. Melakasari telt 3122 inwoners (volkstelling 2010).